# Muteesa I Royal University
La Muteesa I Royal University (MRU) és una universitat privada d'Uganda. Va ser acreditada pel Consell Nacional d'Educació Superior d'Uganda (UNCHE) l'any 2007. El 15 de juny de 2016, la jutge Julia Sebutinde va ser nomenada rectora de la Universitat, en substitució de Ronald Muwenda Mutebi II, fundador i primer rector de la universitat. La MRU té tres campus.
El campus principal es troba a la ciutat de Masaka, a uns 135 km al sud-oest de Kampala, la capital i ciutat més gran d'Uganda. El segon campus es troba a Mengo Hill, la seu del govern de Buganda, dins de la ciutat de Kampala. El tercer campus es troba a la ciutat de Mubende, a uns per carretera, a l'oest de Kampala